# 荒絹
荒絹（あらぎぬ）は志賀直哉の日本の短編小説である。1917年1月の『白樺』に発表された。

## あらすじ
昔々、とある山の女神が牧童の青年・阿陀仁に恋をする。しかし、阿陀仁には既に荒絹という美しい恋人がいた。この荒絹は、自分達の恋を守るためにとばりを織り続けていたが、女神の嫉妬による呪いで心身共に病んで行ってしまう。呪いに気付きながらもとばりを織り続けるが、それも汚い色へと変わり、やがては荒絹自身も蜘蛛のような姿に成り果ててる。

## 登場人物
女神
山に住む、美と恋と妬みの神。阿陀仁に恋をしている。
阿陀仁
山の麓に住む、牛飼いの男。荒絹の恋人。
荒絹
阿陀仁の恋人。機の名人であり、女神に劣らぬ美しさを持つ娘。
隠者
荒絹の伯父。阿陀仁と荒絹のに、女神に恋を秘めておくように入れ知恵をする。
岩頭　
女神が使う山男。夜は麓の村でよく悪戯を働いている。